# Bence
A Bence a latin Vincentius (Vince, jelentése: győztes) férfinév Bencenc formájú rövidüléséből származik.
A latin alakból való kialakulása a következőképpen ment végbe: Vincentius→Vincenc→ebből lett ikerítéssel (Vincenc-Bencenc) a Bencenc→Bence. A Bencenc alakot is használták egy ideig, de ahogy a Vincencből Vince lett, a Bencencből is Bence.
A Bencét még a 18. században is a Benedek becéző alakjának tekintették, ezért van az, hogy a Magyarországon legrégebben működő Nursiai Szent Benedek által alapított szerzetesrend nevében, a bencésekében a Bence név bújik meg.

## Rokon nevek
- Vince

## Gyakorisága
A Bence sem a középkorban, sem az újabb időkben nem volt népszerű név, 1967-ben csupán 9 kisfiú kapta a nevet, de a 80-as években már a 44. leggyakoribb férfinév. 
Az 1990-es években már igen gyakori név volt, a 2000-es években pedig a leggyakrabban adott férfinév.

## Névnap
- március 21.[2]
- augusztus 23.[2]
- július 11.[2]

## Híres Bencék
„Bence” utónevű személyek szócikkeinek listája a Wikidata alapján
- Barlanghy Bence Csiky Gergely írói álneve
- Brasch Bence énekes
- Istenes Bence (Ben) műsorvezető
- Kincses Bence teniszező
- Kalmár Bence színész
- Kuhár Bence humorista
- Máté Bence természetfotós
- Mátyássy Bence színész
- Petneházy Kiss Bence népművész, író, költő
- Rétvári Bence jogász, politikus
- Svasznek Bence jégkorongozó
- Szabolcsi Bence zenetörténész
- Szabó Bence vívó
- Szita Bence brutális kegyetlenséggel meggyilkolt kisfiú
- Tordai Bence politikus, közgazdász, egyetemi oktató, a Párbeszéd Magyarországért országgyűlési képviselője
- Szvoboda Bence Európa-bajnoki dobogós motokrosszversenyző

### Vezetéknévként
A leggyakrabban Bencze formában fordul elő, de a Bence névből származik a Bencefi, Bince, Bencók, Bencő, Bencőke, Becse családnév is.

### A zenében
- Az Echo együttes egyik dala, amely valószínűleg egy mondókából ered: Kis Bence 

Egyszer volt egy kemence,
 Belebújt a kis Bence,
 Kormos volt a kemence,
 Fekete lett kis Bence.

 Ránézett a mamája,
 Nem ismert rá a fiára,
 Becsukta a kemencét,
 Jól elverte kis Bencét.

### Az irodalomban
- Varga Katalin A Nagy Vadász találkozása miszter Doolittle-lal című meséjének a főhőse, egy Bence nevű kisfiú a saját nevéből alkotja meg kitalált barátjának Bonca nevét.[3]
- Arany János Toldi című művében Bencének hívják Toldi Miklós szolgáját.
- Nyirő József regényének, az Uz Bencének a címszereplője ezt a nevet viseli.

### Szólásokban
- Feltette Bence sapkáját: ezt arra mondták, aki erősen berúgott.[3]
- Elmegy, mint Bence Noszlopra: úgy elment, hogy nyoma veszett.[3]

### Közszóként
- bence: tájnyelvben nyulat jelent.[3]
- büdösbence: Magyarország egyes nyugati településein hívják így a szürke címeres poloskát vagy a mezei poloskát.[3]
- bödebence: a katicabogár neve egyes nyugati településeken,[3]
- benceló: a szitakötő neve a népnyelvben[3]
- bencekerék: a Göncölszekér neve a népnyelvben[3]

### Földrajzi névként
- Bencenc, erdélyi helység[3]
- Bence-hegy a neve a Velencei-tó északi partján lévő 235 méter magas szőlőhegynek. Ez a Bencze családnévből keletkezett, mert egy Bencze István nevű ember volt az első, aki erre a hegyre szőlőt telepített.[3]